# ソラスト
株式会社ソラスト（Solasto Corporation）は、東京都港区に本社を置く医療・介護・保育を運営する企業である。旧商号は株式会社日本医療事務センター（にほんいりょうじむセンター）であり、日本における医療事務のパイオニアであるが、現在は全国で介護事業所650か所、保育事業所66か所を有する大手介護、保育事業者でもある。

## 沿革
- 1965年 - 日本初の医療事務教育機関・日本医療事務センターとして創業／医療事務通信教育開始。
- 1980年 - 株式会社日本医療事務センターに商号変更。
- 1986年 - 人材派遣事業開始[1]。
- 1992年 - ジャスダックに上場。
- 1999年 - 介護事業開始
- 2000年 - 有料職業紹介開始[2]。
- 2001年 - 保育事業開始
- 2001年 - ISO9001全社認証取得[3]
- 2002年 - 東京証券取引所第二部に上場。
- 2008年 - 次世代育成支援認定マーク（くるみん）取得。
- 2012年 - 2月8日付で、経営陣によるMBOにより上場廃止。
- 2012年 - 株式会社ソラストに商号変更[4]。
- 2016年 - 東京証券取引所第一部に上場。
- 2021年 - スマートホスピタル事業開始

## 保育事業
2002年11月に「マミーズハンド船堀」（現・ソラスト船堀保育園）を開設して以降、自社開設のほか、西武鉄道が開設する保育所の運営受託などを通じて事業を拡大し、東京近郊で20施設の保育園を運営している。当初は運営する訪問介護拠点に東京都認証保育所を併設し、介護に従事する従業員の乳幼児を預かったり、高齢者との交流を企画するなどの相乗効果を狙っていた。いずれの施設も「マミーズハンド」ブランドで運営していたが、2012年社名変更に合わせて「ソラスト」ブランドに変更した。ほかに関連会社の株式会社なないろが運営する「このえ保育園」（20施設）、株式会社こころケアプランが運営する「こころ保育園」（17施設）、はぐはぐキッズ株式会社が運営する「はぐはぐキッズ」（9施設）がある。

## 関連会社
- 株式会社技能認定振興協会
- ベストケア株式会社
- 株式会社住センター
- なごやかケアリンク株式会社
- 恵の会グループ
- 株式会社日本エルダリーケアサービス
- 株式会社ファイブシーズヘルスケア
- 株式会社プラス
- はぐはぐキッズ株式会社
- 株式会社なないろ
- 株式会社ソラストフォルテ